# 1908년 하계 올림픽 사이클 남자 스프린트
1908년 하계 올림픽 사이클 남자 스프린트는 1908년 하계 올림픽 사이클의 세부종목으로 치러진 트랙 사이클 종목이다. 올림픽 사이클 역사상 가장 짧은 거리로 진행된 개인종목이기도 하다. 각 국가당 최대 12명의 선수를 출전시킬 수 있었으며, 10개국 42명의 선수가 참가하였다.
결선에 출전한 선수 4명 가운데 2명이 타이어 펑크로 완주하지 못하고 나머지 2명은 결승선을 통과하였으나, 이들 모두 제한시간 내 완주하지 못했던 관계로 경기가 무효 선언되었다. 경기를 주최한 영국 사이클 선수 연맹에서 재경기를 치르지 않으면서 이번 대회의 메달리스트는 없는 것으로 끝났다.

## 배경
남자 스프린트 종목은 1904년과 1912년을 제외한 모든 올림픽 대회에 편성되었던 종목으로 이번 대회는 역대 세번째 대회였다. 지난 1900년 하계 올림픽 당시 결선 진출 선수 가운데 아무도 이번 대회에 출전하지 않았다.
캐나다, 영국, 네덜란드, 남아프리카 연방, 스웨덴이 처음으로 출전하였으며, 프랑스와 독일은 세번째로 출전하였다.

## 경기 방식
660야드 거리의 트랙의 12⁄3바퀴, 즉 1000m 거리를 도는 스프린트 레이스로, 제한시간은 1분 45초였다. 준준결선, 준결선, 결선의 총 3라운드로 진행되었다.
준준결선은 16회의 경기로 구성되었으며 경기당 최대 4명의 선수가 출전했다. 준준결선에서 제한시간 내에 1위로 들어온 선수가 준결선에 진출하였다. 준결선은 4회의 경기로 구성되었으며 경기당 최대 4명의 선수가 출전하되 선수가 부족할 시에는 3명의 선수가 출전토록 하였다. 여기서도 제한시간 내에 1위로 들어온 선수가 결선에 진출했다.

## 기록
사이클 스프린트 기록은 200m 플라잉타임 트라이얼 기록으로, 이후 대회의 예선전과 본선 종료 시점에서도 기록이 유지된다.
| 유형 | 선수                    | 기록  | 장소        | 날짜            |
| ---- | ----------------------- | ----- | ----------- | --------------- |
|      | 불명                    | 불명* | 불명        | 불명            |
|      | 알베르 텔랑디에르 (FRA) | 12.6  | 프랑스 파리 | 1900년 9월 13일 |

* UCI는 세계기록을 1954년까지 집계하지 않았다.
후술한 바에 따라 200m 스프린트 경기가 무효로 선언되었기에 신기록은 나오지 않았다.

## 일정
| 날짜                 | 시간              | 경기                 |
| -------------------- | ----------------- | -------------------- |
| 1908년 7월 16일 (목) | 15:00 16:45 17:30 | 준준결선 준결선 결선 |

## 경기 결과

### 준준결선

#### 준준결선 1차전
영국의 존슨이 두 트랙 앞서며 준결선에 진출했다.
| 순위 | 선수                          | 국가     | 기록   | 주 |
| ---- | ----------------------------- | -------- | ------ | -- |
| 1    | 빅터 존슨                     | 영국     | 1:33.8 | Q  |
| 2    | 헤라르트 보스 판 드라켄스테인 | 네덜란드 | 불명   |    |
| 3    | 굴리엘모 말라테스타           | 이탈리아 | 불명   |    |

#### 준준결선 2차전
남아프리카 연방의 벤터가 프랑스의 풀랭을 한 트랙 앞섰다.
| 순위 | 선수          | 국가              | 기록   | 주 |
| ---- | ------------- | ----------------- | ------ | -- |
| 1    | 플로리스 벤터 | 남아프리카 공화국 | 1:33.2 | Q  |
| 2    | 앙드레 풀랭   | 프랑스            | 불명   |    |
| 3    | 토머스 매튜스 | 영국              | 불명   |    |

#### 준준결선 3차전
프랑스의 시유가 스웨덴의 한손을 한 트랙 앞섰다.
| 순위 | 선수          | 국가   | 기록   | 주 |
| ---- | ------------- | ------ | ------ | -- |
| 1    | 모리스 시유   | 프랑스 | 1:38.4 | Q  |
| 2    | 안드레브 한손 | 스웨덴 | 불명   |    |

#### 준준결선 4차전
영국의 플린이 두 트랙 앞서며 준결선에 진출했다.
| 순위 | 선수            | 국가   | 기록   | 주 |
| ---- | --------------- | ------ | ------ | -- |
| 1    | 대니얼 플린     | 영국   | 1:30.2 | Q  |
| 2    | 피에르 세지노   | 프랑스 | 불명   |    |
| 3    | 파울 슐체       | 독일   | 불명   |    |
| 4    | 프레더릭 매카시 | 캐나다 | 불명   |    |

#### 준준결선 5차전
영국의 페인이 네덜란드의 네일란트를 한 트랙 반 앞섰다.
| 순위 | 선수            | 국가     | 기록   | 주 |
| ---- | --------------- | -------- | ------ | -- |
| 1    | 어니스트 페인   | 영국     | 1:32.0 | Q  |
| 2    | 도뤼스 네일란트 | 네덜란드 | 불명   |    |

#### 준준결선 6차전
| 순위 | 선수              | 국가     | 기록           | 주 |
| ---- | ----------------- | -------- | -------------- | -- |
| —    | W. F. 매기        | 영국     | 제한 시간 초과 |    |
| —    | 헤르만 마르텐스   | 독일     | 제한 시간 초과 |    |
| —    | 요하네스 판스펭언 | 네덜란드 | 제한 시간 초과 |    |

#### 준준결선 7차전
노이머가 두 트랙 앞서며 준결선에 진출했다.
| 순위 | 선수          | 국가   | 기록   | 주 |
| ---- | ------------- | ------ | ------ | -- |
| 1    | 카를 노이머   | 독일   | 1:33.2 | Q  |
| 2    | 리샤르 빌퐁투 | 프랑스 | 불명   |    |
| 3    | 윌리엄 베일리 | 영국   | 불명   |    |

#### 준준결선 8차전
조지 캐머런이 두 트랙 앞서며 준결선에 진출했다.
| 순위 | 선수                | 국가              | 기록   | 주 |
| ---- | ------------------- | ----------------- | ------ | -- |
| 1    | 조지 캐머런         | 미국              | 1:29.4 | Q  |
| 2    | 필리퍼스 프레이링크 | 남아프리카 공화국 | 불명   |    |
| 3    | 허버트 크로터       | 영국              | 불명   |    |
| 4    | 가스통 드레퓌스     | 프랑스            | 불명   |    |

#### 준준결선 9차전
프랑스의 드망젤이 캐나다의 모턴을 두 트랙 반 앞섰다.
| 순위 | 선수        | 국가   | 기록   | 주 |
| ---- | ----------- | ------ | ------ | -- |
| 1    | 에밀 드망젤 | 프랑스 | 1:35.2 | Q  |
| 2    | 윌리엄 모턴 | 캐나다 | 불명   |    |

#### 준준결선 10차전
프랑스의 오프레이만 경기에 출전했다.
| 순위 | 선수            | 국가   | 기록   | 주 |
| ---- | --------------- | ------ | ------ | -- |
| 1    | 앙드레 오프레이 | 프랑스 | 1:23.6 | Q  |

#### 준준결선 11차전
이탈리아의 모리세티만 경기에 출전했다.
| 순위 | 선수              | 국가     | 기록   | 주 |
| ---- | ----------------- | -------- | ------ | -- |
| 1    | 굴리엘모 모리세티 | 이탈리아 | 1:21.4 | Q  |

#### 준준결선 12차전
영국의 존스가 프랑스의 마르샬을 한 트랙 앞섰다.
| 순위 | 선수        | 국가   | 기록   | 주 |
| ---- | ----------- | ------ | ------ | -- |
| 1    | 벤자민 존스 | 영국   | 1:35.0 | Q  |
| 2    | 에밀 마르샬 | 프랑스 | 불명   |    |
| 3    | 브루노 괴체 | 독일   | 불명   |    |

#### 준준결선 13차전
프랑스의 테지에르가 영국의 서머스를 두 트랙 앞서며 준결선에 진출했다.
| 순위 | 선수            | 국가   | 기록   | 주 |
| ---- | --------------- | ------ | ------ | -- |
| 1    | 피에르 테지에르 | 프랑스 | 1:31.0 | Q  |
| 2    | 조지 서머스     | 영국   | 불명   |    |
| 3    | 루이스 웨인츠   | 미국   | 불명   |    |

#### 준준결선 14차전
레이버리가 상대 선수를 압도하며 준결선에 진출했다.
| 순위 | 선수          | 국가     | 기록   | 주 |
| ---- | ------------- | -------- | ------ | -- |
| 1    | 조 레이버리   | 영국     | 1:41.0 | Q  |
| 2    | 안토니 헤리츠 | 네덜란드 | 불명   |    |

#### 준준결선 15차전
| 순위 | 선수              | 국가   | 기록   | 주 |
| ---- | ----------------- | ------ | ------ | -- |
| 1    | 클래런스 킹스베리 | 영국   | 1:27.4 | Q  |
| 2    | 가스통 들라플란   | 프랑스 | 불명   |    |

#### 준준결선 16차전
| 순위 | 선수        | 국가              | 기록          | 주 |
| ---- | ----------- | ----------------- | ------------- | -- |
| —    | 조르주 페랭 | 프랑스            | 제한시간 초과 |    |
| —    | 프랭크 쇼어 | 남아프리카 공화국 | 제한시간 초과 |    |

### 준결선

#### 준결선 1차전
영국의 존슨이 독일의 노이머를 몇 인치 차이로 앞서며 결선에 진출했다.
| 순위 | 선수            | 국가              | 기록   | 주 |
| ---- | --------------- | ----------------- | ------ | -- |
| 1    | 빅터 존슨       | 영국              | 1:27.4 | Q  |
| 2    | 카를 노이머     | 독일              | 불명   |    |
| 3    | 플로리스 벤터   | 남아프리카 공화국 | 불명   |    |
| 4    | 피에르 테지에르 | 프랑스            | 불명   |    |

#### 준결선 2차전
프랑스의 시유가 영국의 페인을 한 트랙 이상 앞서며 결선에 진출했다. 준결선 탈락자들의 순위는 불분명하다.
| 순위 | 선수          | 국가   | 기록   | 주 |
| ---- | ------------- | ------ | ------ | -- |
| 1    | 모리스 시유   | 프랑스 | 1:38.8 | Q  |
| 2–4  | 조지 캐머런   | 미국   | 불명   |    |
| 2–4  | 대니얼 플린   | 영국   | 불명   |    |
| 2–4  | 어니스트 페인 | 영국   | 불명   |    |

#### 준결선 3차전
영국의 존스가 반바퀴 차이로 결선에 진출했다.
| 순위 | 선수           | 국가   | 기록   | 주 |
| ---- | -------------- | ------ | ------ | -- |
| 1    | 벤자민 존스    | 영국   | 1:40.8 | Q  |
| 2    | 에밀 드망젤    | 프랑스 | 불명   |    |
| 3    | J. L. 레이버리 | 영국   | 불명   |    |

#### 준결선 4차전
영국의 킹스베리가 이탈리아의 모리세티를 두 트랙 앞섰다.
| 순위 | 선수              | 국가     | 기록   | 주 |
| ---- | ----------------- | -------- | ------ | -- |
| 1    | 클래런스 킹스베리 | 영국     | 1:35.6 | Q  |
| 2    | 굴리엘모 모리세티 | 이탈리아 | 불명   |    |
| 3    | 앙드레 오프레이   | 프랑스   | 불명   |    |

### 결선
영국의 빅터 존슨이 출발 직후 타이어에 펑크가 나면서 도중 포기하였다. 나머지 3명의 선수는 트랙을 돌며 순위를 다퉜다. 마지막 바퀴에서 스프린트를 펼치던 킹스베리도 메인스트레이트에 진입하는 과정에서 타이어에 펑크가 났다. 영국의 존스와 프랑스의 시유가 결승선을 향해 레이스를 펼쳤고 0.2인치 차이로 시유가 1등을 차지했다.
그러나 이들의 기록은 제한시간인 1분 45초를 넘겨 경기 자체가 무효로 선언되었다. 이는 현장의 선수와 관객들을 놀라게 하였으나 경기를 주최한 영국 사이클 선수 연맹은 재경기 없이 이대로 대회를 끝냈다. 대회 공식 보고서에는 "프랑스 선수가 인치 단위로 우승한 것은 확실했으나, 심판이 공식적으로 순위를 매기지 않았다"고 기록하였다.
| 순위 | 선수              | 국가   | 기록 |
| ---- | ----------------- | ------ | ---- |
| –    | 빅터 존슨         | 영국   | NMR  |
| –    | 벤자민 존스       | 영국   | NMR  |
| –    | 클래런스 킹스베리 | 영국   | NMR  |
| –    | 모리스 시유       | 프랑스 | NMR  |